# Дементьєв Петро Тимофійович
Петро Тимофійович Дементьєв (нар. 12 грудня 1913, Санкт-Петербург, Російська імперія — пом. 16 жовтня 1998, Москва) — радянський футболіст, нападник.

## Спортивна кар'єра
Виступав за команди «Динамо» (Ленінград), «Зеніт» (Ленінград), «Крила Рад» (Москва) і «Динамо» (Київ). Один з найкращих гравців радянського футболу 30-40 років 20 століття. Провідний футболіст і капітан київського клубу протягом двох сезонів (1947—1948). Всього провів 208 лігових матчів (22 забитих м'ячі).
У 1933—1935 роках зіграв шість неофіційних матчів у складі збірної СРСР (усі проти команди Туреччини). Влітку 1937 року провів два матчі проти збірної Країни Басків: збірна Ленінграда — 1:1, збірна товариства «Динамо» — 4:7 (автор одного з голів). Неперевершений майстер дриблінгу. Володів великою швидкістю і колосальною працездатністю.
У роки війни був евакуйований до Казані. Працював на лісозаготівлі, будував бараки, виготовляв снаряди. Нагороджений медаллями «За трудову доблесть» і «За доблесну працю у Великій Вітчизняній війні 1941—1945 рр.».
За спортивні здобутки нагороджений двома орденами «Знак Пошани» (1937, 1957). З 1946 року — Заслужений майстер спорту СРСР.
Молодший брат — Микола Дементьєв, виступав за ленінградське «Динамо», московські команди «Динамо» та «Спартак». Заслужений майстер спорту СРСР (1947). Член клубу Григорія Федотова — 110 голів.